# Lijst van rijksmonumenten in Bunschoten (plaats)
De plaats Bunschoten telt 8 inschrijvingen in het rijksmonumentenregister. Hieronder een overzicht.
| Object | Oorspronkelijke functie?  | Bouwjaar | Architect                | Locatie                         | Coördinaten?                  | Nr.?   | Afbeelding        |
| --- | ------------------------- | -------- | ------------------------ | ------------------------------- | ----------------------------- | ------ | ----------------- |
| St. Catharina Kerk en toren                                                                                               | Kerk en kerkonderdeel     | 15e eeuw |                          | Dorpsstraat 21                  | 52° 14' 30" NB, 5° 22' 30" OL | 11295  | Meer afbeeldingen |
| Boerderij, zadeldak eindigend in topgevels met twee trappen, horizontale lijsten met tandingen en natuursteen             | Boerderij                 |          |                          | Dorpsstraat 36                  | 52° 14' 29" NB, 5° 22' 27" OL | 11296  | Meer afbeeldingen |
| 'Het vergulde Lam'. Herberg-boerderij met opkamer, topgevel, terzijde gele steen, vijf sierankers, schuiframen met roeden | Boerderij                 | 1625     |                          | Dorpsstraat 58                  | 52° 14' 28" NB, 5° 22' 26" OL | 11297  | Meer afbeeldingen |
| Terrein waarin overblijfselen van de oude stad Bunschoten                                                                 | Archeologisch monument    | 14e eeuw |                          | Stadsweide                      | 52° 14' 24" NB, 5° 22' 17" OL | 45276  | Upload foto       |
| Orgel in de Zuiderkerk | Vanwege onderdelen kerk   | 1844     | J. Ambrost               | Kostverloren 2                  | 52° 14' 33" NB, 5° 22' 32" OL | 498259 | Upload foto       |
| Baarhuisje | Begraafplaats en -onderdl | 1908     | A. Jurling               | op begr.plaats/Bikkersweg (bij) | 52° 14' 35" NB, 5° 22' 17" OL | 520417 | Baarhuisje        |
| Zuiderkerk | Kerk en kerkonderdeel     | 1913     | J.N. Munnik en H. Onvlee | Kostverloren 2                  | 52° 14' 33" NB, 5° 22' 32" OL | 520418 | Zuiderkerk        |
| Voormalige zuivelfabriek Eemlandia                                                                                        | Industrie                 | 1918     | S.F. Hoekstra            | Veenestraat 44                  | 52° 14' 1" NB, 5° 22' 18" OL  | 520420 | Meer afbeeldingen |